# Widbir 2025
Widbir 2025 (ukrainisch Відбір 2025, englische Transkription Vidbir 2025) war die ukrainische Vorentscheidung für den Eurovision Song Contest 2025 in Basel (Schweiz). Der Wettbewerb fand am 8. Februar 2025 in Kiew statt. Es gewann Ziferblat mit dem Titel Bird of Pray.

## Format

### Konzept
Am 10. September 2024 bestätigte der ukrainische öffentlich-rechtliche Rundfunk UA:Suspilne seine Teilnahme am Eurovision Song Contest 2025. Gleichzeitig gab man bekannt, erneut die Sendung Widbir als nationalen Vorentscheid zu nutzen. Drei Tage später, am 13. September, wurde Tina Karol zur Musikproduzentin von Widbir ernannt. Karol selbst nahm 2006 am Eurovision Song Contest teil.

### Beitragswahl
Zwischen dem 17. September und dem 10. November 2024 konnten Beiträge bei UA:Suspilne eingereicht werden, wobei die Beiträge nicht gleichzeitig bei mehreren nationalen Vorentscheidungen eingereicht werden durften.
Insgesamt wurden 374 Beiträge von 369 verschiedenen Künstler eingereicht, wobei diese sich auf 232 Solisten und 72 Bands verteilten. Aus den Einreichungen wurde eine Longlist von bis zu 20 Beiträgen ausgewählt, welche am 11. Dezember veröffentlicht werden sollte. Diese müssen anschließend an einer Audition teilnehmen, woraus schließlich bis zu 9 Teilnehmer für den Vorentscheid selbst ausgewählt werden sollten. Diese finalen 9 Teilnehmer sollten bis spätestens 20. Dezember 2024 bekanntgegeben werden.

### Jury

#### Juryauswahl
Wie bereits in den vergangenen Jahren wurde die Jury, welche im Rahmen des Wettbewerbs abstimmte, über ein Publikumsvoting bestimmt. Folgende Personen standen zur Auswahl. Die Abstimmung erfolgte zwischen dem 16. und 23. Dezember 2024.
| Platz | Name              | Stimmen | Stimmen | Bemerkung                                                                    |
| Platz | Name              | Absolut | Prozent | Bemerkung                                                                    |
| ----- | ----------------- | ------- | ------- | ---------------------------------------------------------------------------- |
| 1     | Jamala            | 156.048 | 35,28   | Siegerin beim Eurovision Song Contest 2016                                   |
| 2     | Serhiy Tanchynets | 89.516  | 20,24   | Frontmann der Band Bez Obmezhen’                                             |
| 3     | Kateryna Pavlenko | 52.359  | 11,84   | Leadsängerin der Band Go_A, Teilnehmer am Eurovision Song Contest 2021       |
| 4–10  | Andrij Huzuljak   | TBA     | TBA     | Mitglied der Band Tvorchi, Teilnehmer am Eurovision Song Contest 2023        |
| 4–10  | Dymtro Zezyulin   | TBA     | TBA     | Komponist, Frontmann der Band LATEXFAUNA                                     |
| 4–10  | Oleh Psyuk        | TBA     | TBA     | Mitglied der Band Kalush Orchestra, Sieger beim Eurovision Song Contest 2022 |
| 4–10  | Anna Svyrydova    | TBA     | TBA     | Leiterin von Radio Pjatniza                                                  |
| 4–10  | Katya Tsaryk      | TBA     | TBA     | Regisseurin und Drehbuchautorin                                              |
| 4–10  | Sasha Chemerov    | TBA     | TBA     | Musiker, Sänger, Produzent                                                   |
| 4–10  | Dymtro Shurov     | TBA     | TBA     | Produzent von Widbir 2022 und 2023.                                          |

 Jurymitglied

## Teilnehmer
Die Longlist der Teilnehmer wurde am 11. Dezember 2024 veröffentlicht. Khayat belegte bereits beim Widbir 2020 den zweiten Platz. Ziferblat nahm bereits 2023 und 2024 am Vorentscheid teil, wobei man 2023 nur auf der Longlist aufschien. 2024 belegten sie den zweiten Platz.

### Onlinevoting
Aus allen Beiträgen der Longlist, welche nicht den Vorentscheid erreichten, wird ein Onlinevoting abgehalten werden, dessen Sieger am Vorentscheid teilnehmen wird. Das Voting fand zwischen dem 13. und 17. Januar 2025 statt, wobei FIЇNKA als Siegerin hervorging.
| Platz | Startnr. | Interpret                 | Lied Musik (M) und Text (T)                                                  | Sprache                                   | Übersetzung (inoffiziell) | Punkte                  | Prozent                 |
| ----- | -------- | ------------------------- | ---------------------------------------------------------------------------- | ----------------------------------------- | ------------------------- | ----------------------- | ----------------------- |
| 1     | 10       | FIЇNKA                    | Kulʹtura (Культура) M/T: Iryna Vyhovanets                                    | Ukrainisch, Rusinisch/Huzulischer Dialekt | Kultur                    | 79.699                  | 30,40 %                 |
| 2     | 1        | ENLEO                     | SUPERNOVA M/T: Oleksandr Biliak, Mykyta Leontiev                             | Englisch, Ukrainisch                      | –                         | 41.649                  | 15,89 %                 |
| 3     | 8        | YAGODY                    | Brama (БрамаЯ) M/T: Viktoriia Solovyiuk, Serhii Svirskyi, Teymuraz Gogitidze | Ukrainisch                                | Tor                       | 31.676                  | 12,08 %                 |
| 4     | 2        | Muayad МУАЯД              | AMNESIA M/T: Evhen Zapoteev, Muayad Abdelrakhim                              | Englisch                                  | Amnesie                   | 28.157                  | 10,74 %                 |
| 5     | 7        | MON FIA                   | Dive Inside M/T: Hannes Volz, Michael C. Fischer, Sofiia Semeniuk            | Englisch                                  | Tauche ein                | 24.095                  | 9,19 %                  |
| 6     | 6        | Sluchay Sashu Слухай Сашу | Zhyty (Живи) M/T: Oleksandra Blyzniukova, Oleksandra Honcharuk               | Ukrainisch                                | Live                      | 19.646                  | 7,49 %                  |
| 7     | 5        | GRISANA                   | Kohoney M/T: Ivan Klymenko, Stanyslav Chornyi, Grisana, Storm                | Ukrainisch                                |                           | 13.637                  | 5,20 %                  |
| 8     | 3        | BRYKULETS                 | Kryshtali (Кришталі) M/T: Ivan Ischenko                                      | Ukrainisch                                | Kristalle                 | 10.528                  | 4,02 %                  |
| 9     | 9        | Starykova Hrystyna        | Rise M/T: Hrystyna Starykova                                                 | Englisch, Ukrainisch                      | Steige auf                | 9.652                   | 3,68 %                  |
| 10    | 4        | Ranrawi                   | Anymore M/T: Kuzianna Fidelska                                               | Englisch                                  | Nicht mehr                | 3.431                   | 1,31 %                  |
| –     | –        | TESLENKO                  | Teilnahme zurückgezogen                                                      | Teilnahme zurückgezogen                   | Teilnahme zurückgezogen   | Teilnahme zurückgezogen | Teilnahme zurückgezogen |

 Interpret hat sich für das Finale qualifiziert.
 Teilnahme zurückgezogen
TESLENKO bat am 27. Dezember 2024 darum, nicht Teil des Onlinevotings zu sein.

## Finale
Das Finale fand am 8. Februar 2025 statt.
| Platz | Startnr. | Interpret                          | Lied Musik (M) und Text (T)                                                                            | Sprache                                   | Übersetzung (inoffiziell) | Jury | Televoting | Televoting | Gesamt |
| Platz | Startnr. | Interpret                          | Lied Musik (M) und Text (T)                                                                            | Sprache                                   | Übersetzung (inoffiziell) | Jury | Stimmen    | Punkte     | Gesamt |
| ----- | -------- | ---------------------------------- | --- | ----------------------------------------- | ------------------------- | ---- | ---------- | ---------- | ------ |
| 1     | 9        | Ziferblat                          | Bird of Pray M/T: Danyjil Leschtschynskyj, Walentyn Leschtschynskyj, Fedir Chodakow                    | Ukrainisch, Englisch                      | Gebetsvogel               | 9    | 90.390     | 10         | 19     |
| 2     | 3        | MOLODI                             | my sea M/T: Kyrylo Rohovyi, Andrii Parfenov, Anton Chilibi, Ivan Stepanishchev                         | Englisch, Ukrainisch                      | Mein Ozean                | 7    | 70.885     | 9          | 16     |
| 3     | 5        | Masha Kondratenko Маша Кондратенко | No time to cry M/T: Masha Kondratenko, Roman Hrysjuk, Stanislav Malikov                                | Englisch, Ukrainisch                      | Keine Zeit zu weinen      | 8    | 62.439     | 8          | 16     |
| 4     | 6        | KHAYAT                             | HONOR M/T: Andriy Khayat                                                                               | Englisch, Ukrainisch                      | Ehre                      | 10   | 44.299     | 6          | 16     |
| 5     | 7        | FIЇNKA                             | Kulʹtura (Культура) M/T: Iryna Vyhovanets                                                              | Ukrainisch, Rusinisch/Huzulischer Dialekt | Kultur                    | 6    | 52.858     | 7          | 13     |
| 6     | 10       | DK Energetik ДК Енергетик          | Silʹ (Сіль) M/T: Seva Shutka, Oleksandr Folyanskyi, Yakiv Marnyi                                       | Ukrainisch                                | Salz                      | 3    | 19.556     | 5          | 8      |
| 7     | 8        | KRYLATA                            | STAY TRUE M/T: Anastasija Zavads'ka, Vladyslav Malyj                                                   | Englisch                                  | Bleibe treu               | 4    | 11.726     | 4          | 8      |
| 8     | 4        | Future Culture                     | Waste My Time M/T: Andrii Lytvynenko, Andrii Shulakov, Daria Remez, Oleksii Rudenko, Oleksii Savienkov | Englisch                                  | Verschwende meine Zeit    | 5    | 2.338      | 2          | 7      |
| 9     | 2        | Abie Абіє                          | Dim (Дім) M/T: Nataliya Shevchenko-Korovina                                                            | Ukrainisch                                | Haus                      | 2    | 5.595      | 3          | 5      |
| 10    | 1        | Vlad Sherif Влад Шериф             | Wind of Change M/T: Nikita Shkuropat, Vlad Sherif                                                      | Englisch                                  | Wind des Wandels          | 1    | 2.302      | 1          | 2      |